# Zefext
A zefext egy továbbfejlesztett keretrendszer, melynek alapja a Zend Framework, és az ExtJS.  Olyan rendszer, amely a PHP oldalán képezi azokat a JavaScripteket, amelyek minimum szükségesek a böngésző oldalán a megfelelő ExtJS objektum létrehozásához. A cél: könnyed, egyszerű programkód írás, a tetszőleges bővítési, paraméterezési lehetőségek meghagyásával.
A Zefext a Zend Framework rendszer bővítése, mely a keretrendszertől elvárható alapfunkciókat tartalmazza: felhasználókezelés, jogosultság kezelés, be és kiléptetés, regisztráció. Driver jellegű funkcionalitás az ExtJS GUI és az adatbázis kapcsolat.
Jelen verzióban a PostgreSQL és a MySQL támogatott. 
Szintén cél az adatbázis valódi RDBMS-ként való kezelése. Olyan relációs adatkezelés, amely a nem relációs (pl.: MyISAM) adatstruktúrában is működik. Sőt ennél több. Mert nem a kapcsolódás az egyedüli lényeg, hanem a hivatkozott adat automatikus megjelenítése is. Például ha egy adatmező egy típusra annak azonosítójával hivatkozik egy másik szótártáblában tárolt adatra, akkor annak a táblának a reprezentációs értéke jelenik meg a hivatkozás helyén. A reprezentáció lehet az adott tábla bármely mezője, vagy annak kombinációi. És mindezt az ExtJS lehetőségeivel tárni a felhasználó szeme elé, és annak widget-jeivel kezelni, módosítani, stb...
A meghatározás a zefext fejlesztői blogjáról származik.